# Anton Nekrassov
Anton Nekrassov (* 15. Dezember 1986 in Kohtla-Järve, Estnische SSR) ist ein estnischer Eishockeyspieler, der seit 2013 erneut bei Kohtla-Järve Viru Sputnik in der Meistriliiga unter Vertrag steht. Seit 2015 ist er Spielertrainer des Klubs.

## Karriere

### Club
Anton Nekrassov begann seine Karriere als Eishockeyspieler im russischen St. Petersburg, wo er zunächst in der zweiten Mannschaft des SKA Sankt Petersburg in der drittklassigen Perwaja Liga spielte. Später war er auch für den HK Spartak Sankt Petersburg in der Wysschaja Liga und Kombat Sankt Petersburg erneut in der Perwaja Liga aktiv. Nachdem er die Spielzeit 2007/08 beim HK Brjansk im Westen Russlands ebenfalls in der Perwaja Liga verbracht hatte, kehrte er 2008 in seine Geburtsstadt Kohtla-Järve zurück, wo er – unterbrochen nur von einigen Monaten bei Tartu Kalev-Välk – seither in der Meistriliiga spielt. Mit den Sputniks wurde er 2010 Estnischer Meister. In der Spielzeit 2010/11 war er bester Vorbereiter der Meistriliiga. Seit 2015 ist er Spielertrainer des Klubs.

### International
Für Estland nahm Nekrassov im Juniorenbereich an der Division II der U18-Weltmeisterschaften 2003 und 2004 sowie den U20-Weltmeisterschaften der Division II 2003 und 2006, als er als Topscorer des Turniers maßgeblich zum sofortigen Wiederaufstieg seiner Mannschaft beitrug, und der Division I 2004 und 2005 teil.
Für die Herren-Nationalmannschaft spielte er bei den Weltmeisterschaften der Division I 2006, 2008 und 2011. 2009 und 2010, als er zweitbester Torschütze hinter seinem Landsmann Andrei Makrov war, spielte er mit den Balten in der Division II.

## Erfolge und Auszeichnungen
- 2003 Aufstieg in die Division I bei der U20-Weltmeisterschaft der Division II, Gruppe A
- 2006 Aufstieg in die Division I bei der U20-Weltmeisterschaft der Division II, Gruppe B
- 2006 Topscorer bei der U20-Weltmeisterschaft der Division II, Gruppe B
- 2010 Estnischer Meister mit Kohtla-Järve Viru Sputnik
- 2010 Aufstieg in die Division I bei der Weltmeisterschaft der Division II, Gruppe B
- 2011 Meiste Torvorlagen in der Meistriliiga